# Специалист по финансовому планированию
Специалист по финансовому планированию (англ. financial planner) — профессионал, который готовит финансовые планы для людей. Предметом планирования часто являются денежные потоки, управление, выход на пенсию, инвестиции, управление финансовыми рисками, страхование, налоговое планирование, планирование недвижимости и бизнес-планирование преемственности для владельцев бизнеса.

## Область применения
Финансовое планирование должно охватывать все области финансовых потребностей клиента и должно приводить к достижению каждой из целей клиента по мере необходимости. Объём планирования обычно включает в себя следующее:
- Управление рисками и планирование страхования;
- Вопросы инвестиций и планирования;
- Пенсионное планирование;
- Налоговое планирование;
- Планирование недвижимости;
- Управление денежными потоками и пассивами.

Как правило, предложения услуг специалистов, занимающихся финансовым планированием, могут:
- интегрировать услуги юриста, нотариуса, бухгалтера);
- интегрировать финансовые продукты и услуги;
- не интегрироваться с другими предложениями продуктов или услуг, особенно в случае профессионалов, специализирующихся на финансовом планировании.

## Процесс финансового планирования
Процесс личного финансового планирования описан в ISO 22222: 2005 и состоит из шести этапов:
1. Установление отношений;
2. Сбор данных и определение целей;
3. Анализ и оценка финансового состояния;
4. Разработка и представление финансового плана;
5. Выполнение рекомендаций финансового планирования;
6. Мониторинг выполнения финансового плана.

## Лицензирование/сертификация
В некоторых странах (в частности Австралии) деятельность по предоставлению таких услуг не является лицензируемой, то есть к специалистам не предъявляется никаких обязательных требований для нахождения на рынке, что оставляет вопрос минимально допустимого качества услуг на усмотрение специалиста.
В других странах (в частности Италии) данная деятельность является лицензируемой со стороны центральной биржи. С 2008 года ведется Единый национальный реестр финансовых консультантов. К специалистам предъявляются требования по деловой чистоте, минимальным профессиональным знаниям (проводится экзамен).